# Вилхелм Леополд фон дер Шуленбург
Вилхелм Леополд фон дер Шуленбург (на немски: Wilhelm Leopold, Graf von der Schulenburg; * 17 септември 1801; † 1855) е граф от клон „Бялата линия“ на род „фон дер Шуленбург“ от Алтенхаузен в Алтмарк в Саксония-Анхалт.
Той е вторият син на граф Август Карл Якоб фон дер Шуленбург (1764 – 1838) и втората му съпруга Мария Луиза фон Клайст (1772 – 1827). Братята му Густав Адолф Матиас Александер фон дер Шуленбург (1793 – 1855), Хайнрих Фердинанд фон дер Шуленбург (1804 – 1839), Бернхард Август фон дер Шуленбург (1809 – 1872) и Фридрих Готлоб Якоб фон дер Шуленбург (1818 – 1893).

## Фамилия
Вилхелм Леополд фон дер Шуленбург се жени за Анна Августа фон Трота (* 5 септември 1809; † 1882). Те имат един син:

- Бернхард Якоб Леберехт Карл фон дер Шуленбург (* 1835; † 9 юли 1866 при Кьонигсгрец), женен за Анна Книге (* 1836; † 8 юли 1918); имат една дъщеря